# Linnaemya rapidus
Linnaemya rapidus là một loài ruồi trong họ Tachinidae.